# Барська облога

Гетьманщина

## Облога Бара

Річ посполита'Річ посполита

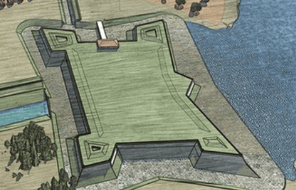
Приблизна ілюстрація фортеці

Барська облога 1648  – бої українських повстанських загонів протягом 25–31 липня за м.Бар — резиденцію гетьманів великих коронних в Україні. В останній декаді липня 1648 чисельність польської залоги в Барі, очолюваної галицьким старостою А.Потоцьким, складала близько 2 тис. осіб. Мала понад 50 гармат, 5 тис. мушкетів і 100 бочок пороху. Полки повстанців були сформовані з селян та міщан у середині липня в містечку Ялтушків (нині село Барського р-ну Вінницької обл.). 25 липня повстанці розпочали наступ на Бар, оволоділи його передмістям – містечком Чемериське (нині село Барського району Віницької  обл.), а саме місто взяли в облогу. Невдовзі до Бара підійшли козацькі полки на чолі з полковниками Брацлавцем і Габачем. Керівництво облогою взяв на себе, очевидно, Брацлавець. Готуючись до штурму, повстанці рили шанці, ставили палісад, готували драбини й гуляйгороди. Брацлавцю вдалося порозумітися з частиною барських міщан-українців, які пообіцяли допомогу.
Ранком 28 липня під прикриттям густого туману повстанці пішли на приступ Бара. Вони завдали головного удару з боку Замкових та Іванківських воріт, де їх найменше чекали поляки. За допомогою барських міщан-українців повстанці захопили вали і проникли в містечко Ляцьке (назва частини Бара). Польська залога зазнала великих втрат. Її рештки заховалися в замку. Наступного дня відбулися переговори з обложеними. Хоча А.Потоцький здався, однак жовніри продовжували чинити опір. Ранком 31 липня повстанці оволоділи замком.
Здобуття Бара сприяло розвитку національно-визвольної і соціальної боротьби на Західному Поділлі.                        